# 桐ヶ谷斎場

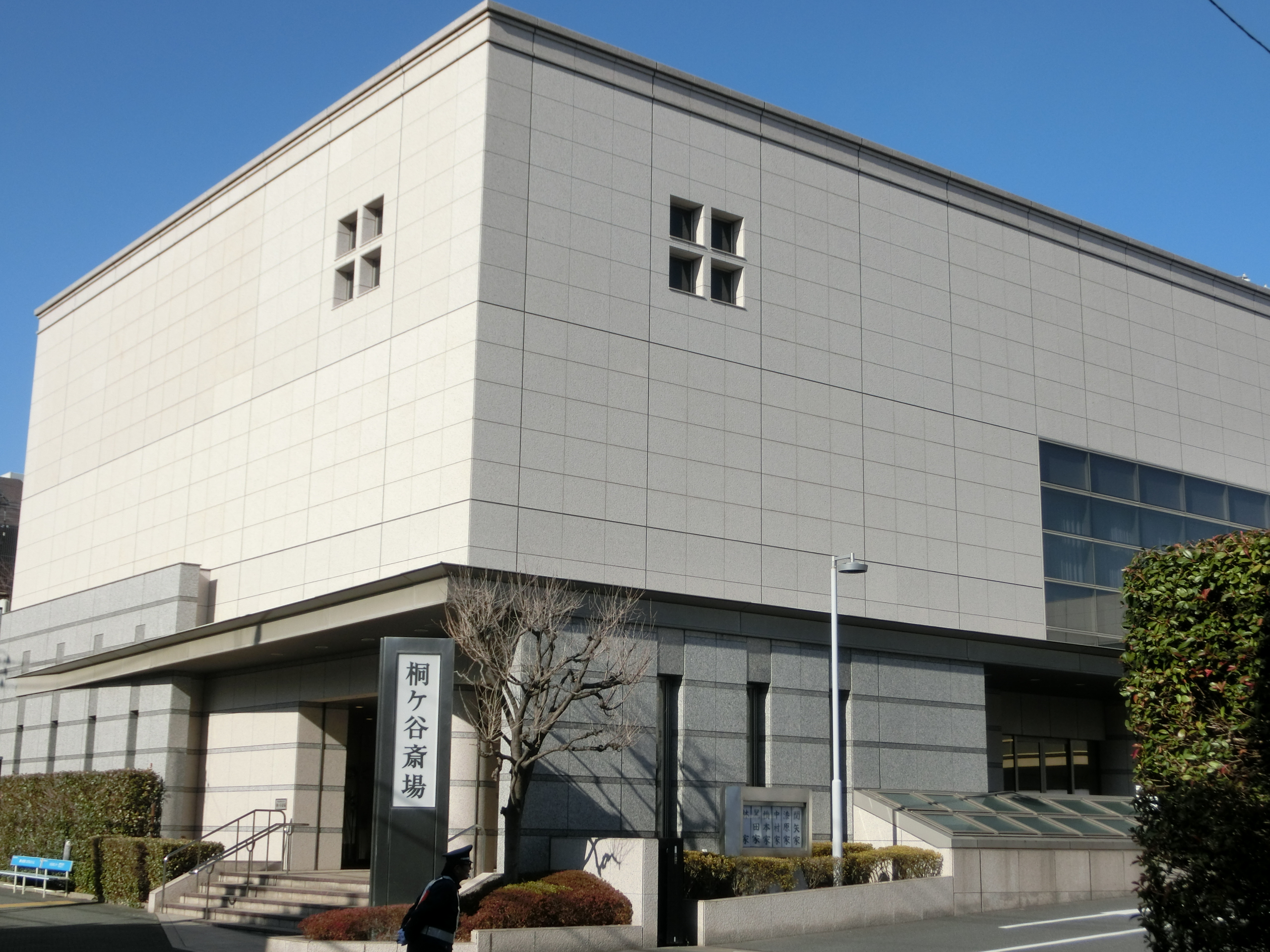
桐ヶ谷斎場

桐ヶ谷斎場（きりがやさいじょう）は、東京都品川区西五反田5丁目にある民間経営の火葬場・斎場。

## 概要
東京都に6つの斎場を有する東京博善株式会社（広済堂ホールディングスグループ）が経営している。
1998年（平成10年）12月に改築された。

## 歴史
将軍・徳川家光の時代に芝三田の長松寺の荼毘所を当地の霊源寺に移したのが始まりといわれている（現在は霊源寺は斎場の向かいにある）。当初は簡単な造りであり昼夜火葬が行われていた。明治初年に昼の火葬は停止され、明治18年に寺と分離され匿名組合の経営になる。昭和4年に現在の経営者である博善社の経営になり今にいたる。
桐ヶ谷斎場の位置する地域は旧桐ヶ谷村であり、名前は古の地名からきている。

## 所在地
〒141-0031 東京都品川区西五反田5丁目32番20号

## 設備
- 火葬炉 12基（最上等：8基　特別室：2基　特別殯館：2基）：都市ガス焚き ロストル式
- 休憩室 10室
- 斎場（従来式場）6室（地下1階に4室と地上1階に2室。地上の2室は仕切り壁を移動させて大型式場にし、社葬などの大規模な葬儀に対応できるようにしている）
- 斎場（新型式場）6室（令和5年4月、家族葬などの小規模な葬儀向けに、それまで地下式場用の控室4室と、2階の休憩室2室を式場兼会食会場に改装し、式場の順番待ちを短縮することが可能になる）[2]
- コーヒーコーナー 2ヵ所
- 売店 3ヵ所

## 通夜・告別式
- 2010年現在、通夜は原則的に一斉に午後6時開式、午後7時閉式となっている。告別式は他の部屋、または外来（自宅葬やホール葬など）や、葬儀を行わない「直葬」の葬家と火葬の予約時間が重ならないよう、時間差で執り行われる。
- この斎場の式場を使用した場合の出棺は、式場棟から火葬棟まで棺を霊柩車に乗せて移動するか、または斎場職員が台車を使って火葬棟へ移動する方法のいずれかを選択できる。

葬儀と火葬の両方が行われた有名人
- 三島由紀夫[3]
- 美空ひばり[3]
- 青木一雄[4]
- 渡辺淳一[5]
- 松山幸次[6]
- 小森昭宏[7]
- 中川梨絵[8]
- 豊田泰光[9]
- 中西俊夫[10]
- 酒井広[11]
- アントニオ猪木[12]
- 細田博之[13]
- 南部虎弾[14]
- 長嶋茂雄[15]

火葬のみ行われた有名人
- 力道山[16]
- 田宮二郎[17]
- 井上大輔[18]
- いかりや長介
- 淡路恵子[19]
- 永井一郎[20]
- 蜷川幸雄[21]
- マサ斎藤[22]
- 田中好子
- 長門裕之
- たてかべ和也
- 西城秀樹
- ジャイアント馬場[3]
- 輪島大士[23]
- 石原慎太郎
- 安倍晋三[24]

## 最寄駅
- 東急目黒線不動前駅から徒歩で7分
- JR山手線・東急池上線・都営浅草線五反田駅から東急バス渋72系統で桐ヶ谷下車すぐ。